# Zapalenia stawów z zajęciem stawów kręgosłupa
Zapalenia stawów z zajęciem stawów kręgosłupa, zwane także spondyloartropatiami – grupa chorób, których wspólną cechą jest występowanie zapalenia stawów obwodowych, zapalenia stawów krzyżowo-biodrowych, stawów kręgosłupa. U chorych nie stwierdza się czynnika reumatoidalnego, natomiast często stwierdza się obecność antygenu B27.
Do spondyloartropatii zalicza się;
- zesztywniające zapalenie stawów kręgosłupa
- reaktywne zapalenie stawów
  - po zakażeniach drogą płciową
  - po zakażeniach jelit
- enteropatyczne zapalenie stawów
- łuszczycowe zapalenie stawów
- zespół SAPHO
- spondyloartropatia młodzieńcza
- spodyloartropatie niezróżnicowane, do których zalicza się przypadki, które nie spełniają kryteriów diagnostycznych powyżej opisanych zespołów chorobowych.

Na początku XXI w., dzięki rozwojowi badań nad spondyloartropatiami, zaktualizowano rekomendację dotyczące leczenia tego typu chorób.